# Арнолд II (IV) фон Бентхайм-Текленбург
Арнолд II (IV) фон Бентхайм-Текленбург-Щайнфурт (на немски: Arnold Arnold II (IV) von Bentheim-Tecklenburg-Steinfurt; * 10/11 октомври 1554 в Нойенхауз; † 11 януари 1606 в Текленбург) от род Бентхайм-Щайнфурт е като Арнолд II от 1562 г. граф на Бентхайм и Текленбург, от 1566 г. като Арнолд IV граф на Щайнфурт, господар на Реда и чрез брак (Jure uxoris) граф на Лимбург.

## Биография
Той е син на граф Ебервин III фон Бентхайм-Щайнфурт (1536 – 1562) и на графиня Анна фон Текленбург-Шверин (1532 – 1582), единствената дъщеря-наследничка на граф Конрад фон Текленбург-Шверин и Мехтхилд фон Хесен.
Младежките си години той прекарва заедно със сестра си Валбурга в манастир Лееден при Текленбург. Посещава княжеското училище в Юлих. През 1571 г. Арнолд следва евангелийска теология, право и политика в университета в Страсбург и след това учи в ландграфския двор на Касел. Той основава манастир и училища. Граф Арнолд е погребан в евангелийската-реформирана църква в Бад Бентхайм.

## Фамилия
На 26 юли 1573 г. Арнолд се жени във Везел за графиня Магдалена фон Нойенар-Алпен (* ок. 1550, † 13 януари 1626), дъщеря на граф Гумпрехт II фон Нойенар-Алпен. Двамата имат децата:
- Ото (1574 – 1574)
- Ебервин Вирих (1576 – 1596 в Падуа)
- Адолф (1577 – 1623), ∞ 1606 за Маргарета фон Насау-Висбаден
- Анна (1579 – 1624), ∞ 1595 за княз Христиан I фон Анхалт-Бернбург
- Арнолд Йост (1580 – 1643), ∞ 1608 за Анна Амалия фон Изенбург-Бюдинген
- Амалия Амоена (1581 – 1584)
- Вилхелм Хайнрих (1584 – 1632), ∞ 1617 за Анна Елизабет фон Анхалт-Десау
- Конрад Гумпрехт (1585 – 1618), ∞ 1616 за Йоханета Елизабет фон Насау-Диленбург
- Амоена Амалия (1586 – 1625), ∞ 1606 за Лудвиг I фон Анхалт-Кьотен
- Фридрих Лудолф (1587 – 1629)
- Магдалена (1591 – 1649), ∞ 24 май 1631 в Щайнфурт за граф Георг Ернст фон Лимбург-Щирум.